# Superjhemp
Superjhemp ist der Held der gleichnamigen Comicserie, gezeichnet von Roger Leiner und Lucien Czuga. Sie erscheint seit November 1988 im Verlag der Wochenzeitschrift Revue.
Es handelt sich hierbei um einen luxemburgischen Comic. Sein einzigartiger nationaler Erfolg ist darauf zu begründen, dass er speziell auf seine nationale Leserschaft bzw. die geistesverwandte Luxemburger Weltsicht zugeschnitten ist. Aus demselben Grund ist er außerhalb Luxemburgs so gut wie unbekannt. Bis 2006 wurden rund 185.000 Exemplare verkauft, was Superjhemp damit zum meistverkauften Titel auf Luxemburgisch macht.

## Entstehung
Die Figur des Superjhemp entstand als Persiflage auf die neue Welle von Nationalbewusstsein, die in Luxemburg in den 1980er Jahren aufkam. Er ist vom Camembert-gedopten Superdupont, einer französischen Figur von Gotlib und Jacques Lob, die ihrerseits wieder eine Karikatur des amerikanischen Superman ist, inspiriert.
1987 wurde De Superjhemp géint de Bommeléer (Superjhemp gegen den Bombenleger) das erste Mal als Fortsetzungscomic im luxemburgischen Magazin Revue veröffentlicht; im November 1988 folgte das erste Album. Seitdem erschien bis 2014 jährlich ein Album und insgesamt schafft es der luxemburgische Superheld in 26 Bände, 3 Bände mit Kurzgeschichten und 2 Sammelbände. Die Bücher und Bände wurden nur in Luxemburg, und nicht etwa international, verkauft, da die Comics nur auf Luxemburgisch verfasst wurden. Zudem sind fast alle Witze und Metaphern unübersetzbar, da sie sehr stark Bezug auf eine luxemburgische Realität nehmen, so dass eigentlich nur Luxemburger das verstehen können – so Filmproduzent Claude Waringo. 2018 erschien der Film Superjhemp retörns; insgesamt wurden 60.000 Eintrittskarten verkauft, was den Spielfilm zu dem erfolgreichsten in Luxemburg macht.
Im Superjhemp-Comic werden nicht nur die Luxemburger und die typischen Superhelden komödiantisch dargestellt, sondern der Held selbst tritt in belustigender Weise auf. Charel Kuddel, alias Superjhemp, repräsentiert den scheinbar signifikanten Luxemburger auf seine eigene Art, seine Superkräfte zieht er aus Bier und dem Kachkéis (deutsch: Kochkäse), einer Luxemburger Spezialität. Er fliegt mit seinen Händen in den Taschen, da ein stereotypes Vorurteil – laut Zeichner Roger Leiner – besagt, ein echter Luxemburger habe seine Hände immer in den Taschen.
Im Januar 2014 erschien das Buch De Littel Superjhemp und schaffte es auf Anhieb auf den ersten Platz der luxemburgischen Bestsellerliste. Das Comic schildert die Geschichte der Kindheit des Superhelden Superjhemp in seinem Heimatdorf Heihatechnachnidebauchwéi (deutsch: hier hatte ich noch nie Bauchschmerzen), wo er – bereits mit Superkräften gesegnet – die Gegend mit seinen Freunden unsicher macht.

## Inhalt
In jeder Episode muss Superjhemp das Land Luxusbuerg vor einem oder mehreren Bösen, wie „Filip von Filoux“, „Jessica Jaguar“ oder anderen Polit-Terroristen retten. Superjhemp ist im richtigen Leben „Charel Kuddel“, ein luxemburgischer Staatsbeamter. In seinen Abenteuern begegnet er stets Karikaturen von bekannten Luxemburgern. Auch aktuelle luxemburgische und internationale Ereignisse werden in den Comics verarbeitet.

## Film

### Produktion und Veröffentlichung
Die Dreharbeiten für den luxemburgischen Film De Superjhemp retörns begannen bereits im März 2017 unter der Direktion von Félix Koch, produziert von Claude Waringo (Samsa Film). Im Oktober 2018 erschien die von den Autoren bereits langersehnte Verfilmung ihres Comichelden Superjhemp im Kino; der Spielfilm war mit rund 60.000 verkauften Eintrittskarten der erfolgreichste Film der Filmindustrie Luxemburgs. Obwohl Roger Leiner, einer der Comicautoren, bedauerlicherweise bereits im Dezember 2016 verstarb, ist sich sein alter Freund und Kollege Lucien Czuga sicher: „der Film hätte ihm gefallen“. Dieser gesteht, sichtlich gerührt, „dieser Film ist für ihn [Roger]“.
Etwa 2010 hatte der Produzent Claude Waringo bereits die Idee einer Umgestaltung der national bekannten Comicfigur Superjhemp in eine Filmfigur, jedoch fehlte ihm der passende Filmdirektor. Bis er auf dem Lux Film Festival die Gelegenheit hatte, den Kurzfilm Die Ravioli Ritter von Félix Koch zu sehen, dessen Stil er für sein Konzept als passend empfand. Passenderweise war Félix Koch schon seit seiner Kindheit ein begeisterter Fan der Superjhemp-Comics, was in dieser Zusammenarbeit eine einzigartig gelungene Produktion als Resultat hatte. Claude Waringo betont, dass das Casting, sprich die gesamte Rollenverteilung, gänzlich den Vorstellungen der Beteiligten entsprach. Für die Rolle des Superhelden schien von Beginn an für die Mitwirkenden niemand besser geeignet zu sein, als der luxemburgische Schauspieler André Jung. Dieser habe bereits oft davon geträumt, jedoch den Traum bereits vor etwa 30 Jahren begraben; und dann sei es doch passiert und er sei äußerst glücklich und erfreut über diese Chance, den luxemburgischen Superhelden zu verkörpern.
Das Ziel war keine genaue Verfilmung eines bestehenden Albums, sondern lediglich die Übernahme der Grundcharakteristika und spezifisch wichtigen Eigenschaften, in einer völlig neu gestalteten Geschichte, so Désirée Nosbusch, Charel Kuddels (Superjhemp) Frau Félicie Kuddel.
In Berlin wurde der Film im Mai 2019 auf der Genrenale vorgeführt; der Spielfilm erschien sogar als Superjhemp returns im September 2019 in Sudbury, Ontario in Kanada mit französisch/englischem Untertitel auf dem Cinefest Sudbury International Film Festival.

### Partner
Der ganze Film repräsentiert eine Gesamtheit von 22 leicht modifizierten, jedoch gut erkennbaren bekannten luxemburgischen Markennamen; die Ideen hierfür stammen von Myriam Schmit, zuständig für die Leitung der Kommunikation und Partnerschaften. Sie selbst hatte die Vorstellungen für die umgeschriebenen Markennamen wie Juxlait (luxemburgische Molkerei Luxlait), Juxair (lux. Fluggesellschaft Luxair), Kaktus (lux. Supermarktkette Cactus), Librairie Fernster (lux. Buchhandel Librairie Ernster) oder Voyages Émile Wibbel (lux. Reisegesellschaft Voyages Emile Weber).

### Handlung
Niemand weiß, warum und wohin der vor vielen Jahren tätige Superheld Superjhemp verschwand, und niemand, nicht einmal seine Frau Félicie und sein Sohn, weiß, dass der gemütliche Staatsbeamte Charel Kuddel der verschollene Superheld ist. Neben seiner Unterstützung für die Polizei bot er unter anderem der „kleinherzoglichen“ Familie seinen Schutz.
Als Charel jedoch selbst Zeuge wird, wie die Krone Luxemburgs gestohlen wird, fühlt er sich dazu berufen, sein Heldenkostüm wieder anzuziehen, um wieder Superjhemp zu werden.
Neben vielen emotionalen sowie körperlichen Hindernissen und Überwältigungen muss der Held eine wichtige Entscheidung treffen: entweder gibt er seine wahre Identität seiner Familie preis und kann schwierige, unangenehme Situationen vermeiden und etliche Fragen aufklären – oder er behält sein jahrelang bewahrtes Geheimnis für immer für sich und wird auf ewig schweigen.

## Ausstellung
Die Ausstellung Superjhemp ënnert dem Röntgebléck fand vom 4. Juni 2019 bis zum 20. Januar 2020 in Mersch, Luxemburg statt und schilderte die Entstehung und Geschichte des luxemburgischen Comichelden Superjhemp.
Superjhemp wurde als charakteristisch typischer Luxemburger dargestellt, der sein Geld als Staatsbeamter verdient und mithilfe seiner Superkräfte seine geliebte Heimat Luxemburg vor Bedrohungen und Unordnung schützen kann.
Die Ausstellung bot ein allgemeines Bild der Geschichte des Helden Superjhemp, und neben einzigartigen Zeichnungen des Künstlers Roger Leiner traf man auf eine gute Einführung in die Entstehung und Aufrechterhaltung des nationalen Comichelden.

## Werke

### Alben
1. De Superjhemp géint de Bommeléer, November 1988
2. Dynamit fir d'Dynastie, November 1989
3. D'Affär vum Jorhonnert, November 1990
4. Den Dossier Hexemeeschter, November 1991
5. Panik am Studio 4!, November 1992
6. Superjhemp contra Superjhemp, November 1993
7. D'Geheimnis vun der Waliss, November 1994
8. Réquiem fir de Superjhemp, September 1995
9. Operatioun Grouss Botz, November 1996
10. Geheimcode Bloë Stär, November 1997
11. Aktioun Réiserbunny, März 1998
12. D'Patte wech vum Luxonit !, November 1998
13. Terror em den Troun, November 1999
14. Lescht Chance fir Luxusbuerg, November 2000
15. Alarm Am Örozuch, November 2001
16. S.O.S. Cosa Mia, November 2002
17. D'Aaxt vum Béisen, November 2003
18. De Fluch vun der 23, November 2004
19. Countdown fir Kachkéisien!, November 2005
20. Déck Mënz fir de Prënz, Dezember 2006
21. Kids, Kachkéis a Kuddelmuddel!, Oktober 2007
22. De Superjhemp an déi grouss Gefor, November 2007
23. De Kinnek vun Öropa, November 2008
24. Cräsh am Paradäis!, November 2009
25. De Superjhemp géint de Kriseriis!, Dezember 2010
26. Méga-Menace fir de Vëlos-Ass, Dezember 2011
27. Bëssegt Blot Blutt, November 2012
28. Aventuren am schéine Stär an aner Geschichten, März 2014
29. Amnesie fir d'Monarchie, November 2014

De Littel Superjhemp
1. Vu Cliquen, Klucken a Klacken, 2013
2. Vu Geessen, Gussen a Gaassebouwen, 2016

### Sammelbände
- Superjhemp, Sammelband Nr. I, 2001, enthält die Alben 1, 2 und 3.
- Superjhemp, Sammelband Nr. II, 2006, enthält die Alben 4, 5 und 6.